# 沙竹筴魚
沙竹筴魚（学名：Trachurus delagoa），為輻鰭魚綱鱸形目鱸亞目鰺科竹筴魚屬下的一個種，為熱帶海水魚，分布於西印度洋莫三比克稚南非海域，包括馬達加斯加，深度0-400公尺，體呈長橢圓形且側扁，背鰭2個，尾鰭叉形，背部深藍色、腹部銀色，臀鰭與胸鰭白黃色，尾鰭深灰色，腹鰭白色或透明，鰓蓋有黑色斑點。背鰭硬棘9枚、背鰭軟條28-32枚、臀鰭硬棘3枚、臀鰭軟條24-28枚、脊椎骨24個，體長可達35公分。棲息在沙底質底中層水域，夜晚會游到表層水域，以小魚及甲殼類為食，可做為食用魚。